# Liste des albums de Batman en français
Les comics de Batman sont traduits en français depuis de nombreuses années, mais c'est à la fin des années 1980 que le personnage a les honneurs d'albums cartonnés chez Glénat. Batman est publié dans sa version originale dans diverses publications régulières, souvent mensuelles ou bimestrielles, à commencer par Detective Comics et Batman.
À la fin des années 1980, des mini-séries et one-shot viennent s'ajouter à la liste. Elles sont toutes publiées par DC Comics. Il y a aussi les titres consacrés aux personnages qui entourent Batman comme Robin, Batgirl, Catwoman, ou parfois même ses ennemis comme Le Joker.
Il y a également la série JLA qui inclut le personnage de Batman. Certains épisodes se déroulent dans plusieurs séries. C'est le cas, par exemple, de Knightfall ou La Résurrection de Ra's al Ghul. L'éditeur francophone actuel de Batman est Urban Comics.

## Les publications en français

### Albums (période Sagédition)
- 1 La Légende inconnue de Batman, collection « Superman et Batman », janvier 1981
Scénario : Len Wein - Dessin : John Byrne et Jim Aparo - Couleurs : Glynis Wein
- 2 Rendez-vous à Paris !, collection « Le Justicier », Avril 1982
Scénario : Gerry Conway - Dessin : Collectif

### Albums (période Comics USA)
- Dark Knight, Aedena, BD US, janvier 1987 et mars 1987
Scénario : Frank Miller - Dessin : Frank Miller, Klaus Janson - Couleurs : Lynn Varley
- Batman contre Man-Bat[1], Comics USA, Super Héros, janvier 1988
Scénario : Frank Robbins - Dessin : Neal Adams, Dick Giordano
- Année Un[2], Comics USA, Super Héros, août 1988 et septembre 1988
Scénario : Frank Miller - Dessin : David Mazzucchelli - Couleurs : Richmond Lewis
- Enfer Blanc, Comics USA, Super Héros, janvier 1989, février 1989, mars 1989 et avril 1989
Scénario : Jim Starlin - Dessin : Berni Wrightson - Couleurs : Bill Wray
- Le Fils du démon, Comics USA, janvier 1989
Scénario : Mike W. Barr - Dessin : Jerry Bingham
- The Killing Joke[3], Comics USA, février 1989
Scénario : Alan Moore - Dessin : Brian Bolland - Couleurs : John Higgins
- Happy birthday ![4], Comics USA, Super Héros, mai 1989
Scénario : Doug Moench - Dessin : Brian Bolland, Joe Kubert, Bill Sienkiewicz
- L’Œil du serpent[5], Comics USA, Super Héros, septembre 1989
Scénario : Mike W. Barr - Dessin : Kevin Nowlan
- L'Asile d'Arkham[6], Comics USA, janvier 1990
Scénario : Grant Morrison - Dessin et couleurs : Dave McKean
- Gotham au XIXe siècle[7], Comics USA, Super Héros, avril 1990
Scénario : Brian Augustyn - Dessin : Mike Mignola - Couleurs : David Hornung
- Justice digitale, Comics USA, septembre 1990
Scénario, dessin et couleurs : Pepe Moreno
- Batman - Superman : World Finest, Comics USA, Super Héros, octobre 1990, janvier 1991 et mars 1991
Scénario : Dave Gibbons - Dessin : Karl Kesel, Steve Rude - Couleurs : Steve Oliff
- Batman - Judge Dredd : Jugement à Gotham, Comics USA, Spécial USA, mars 1992
Scénario : John Wagner - Dessin et couleurs : Simon Bisley
- Batman - Catwoman : Proie[8], Comics USA, Graphic U.S, mai 1992
Scénario : Doug Moench - Dessin : Terry Austin, Paul Gulacy - Couleurs : Steve Oliff
- Batman versus Predator[9], Comics USA, Graphic U.S, juin 1992
Scénario : Dave Gibbons - Dessin : Adam Kubert, Andy Kubert - Couleurs : Sherilyn Van Valkenburgh
- Cris dans la nuit, Comics USA, mars 1993
Scénario : Archie Goodwin, Scott Hampton - Dessin et couleurs : Scott Hampton
- Azrael[10], Comics USA, Graphic U.S, avril 1993
Scénario : Dennis O'Neil - Dessin : Kevin Nowlan, Joe Quesada - Couleurs : Lovern Kindzierski

### Albums (période Semic/Soleil)
- Batman - Punisher, Semic, janvier 1995
Scénario : Dave Gibbons - Dessin : Adam Kubert, Andy Kubert - Couleurs : Sherilyn Van Valkenburgh
- Batman - Superman : Terreurs noires[11], Soleil Productions, juin 1995
Scénario : Walter Simonson - Dessin et couleurs : Daniel Brereton
- Batman - Judge Dredd : La Grande énigme, Éditions USA, janvier 1996
Scénario : Alan Grant - Dessin et couleurs : Carl Critchlow, Dermot Power
- Man-Bat - Les Troglodytes, Éditions USA, mars 1996, avril 1996 et mai 1996
Scénario : Jamie Delano - Dessin : John Bolton - Couleurs : John Bolton
- Spider-Man - Batman : Esprits dérangés, Semic, Spider-Man Hors Série, septembre 1996
Scénario : John-Marc DeMatteis - Dessin : Mark Bagley, Mark Farmer, Scott Hanna - Couleurs : Electric Crayon
- D'ombre et de lumière[12], Éditions USA, novembre 1996
Scénario et dessin : Collectif -  (ISBN 2-911033-27-2)
- Un long Halloween[13], Semic, Batman Hors Série, octobre 1997, décembre 1997, février 1998 et avril 1998
Scénario : Jeph Loeb - Dessin : Tim Sale - Couleurs : Gregory Wright
- Spawn - Batman, Semic, Spawn Hors Série, mars 1997
Scénario : Frank Miller - Dessin : Todd McFarlane - Couleurs : Steve Oliff
- Batman & Spider-Man, Semic, Spécial DC, février 1998
Scénario : John-Marc DeMatteis - Dessin : Karl Kesel, Graham Nolan - Couleurs : Gloria Vasquez
- Batman/Aliens, Semic, mars 1998 et mai 1998
Scénario : Ron Marz - Dessin : Berni Wrightson - Couleurs : Matt Hollingsworth
- Batman & Captain America, Semic, Batman Hors Série, juillet 1998
Scénario et dessin : John Byrne - Couleurs : Patricia Mulvihill
- La Boucle est bouclée[14], Semic, Batman Hors Série, février 1999
Scénario : Mike Barr - Dessin : Alan Davis, Mark Farmer - Couleurs : Tom Ziuko
- Batman/Hellboy/Starman, Semic, Batman Hors Série, février 1999
Scénario : James Robinson - Dessin : Mike Mignola - Couleurs : Matt Hollingsworth
- The Gauntlet - Le Défi, Semic, Batman Hors Série, août 1999
Scénario : Bruce Canwell - Dessin : Lee Weeks - Couleurs : Matt Hollingsworth
- The Darkness/Batman, Semic, Batman Hors Série, novembre 1999
Scénario : Scott Lobdell, Jeph Loeb - Dessin : David Finch, Clarence Lansang, Marc Silvestri - Couleurs : Liquid!
- L'Avocat du diable, Semic, Batman Hors Série, février 2000
Scénario : Chuck Dixon - Dessin : Graham Nolan - Couleurs : Pat Garrahy
- Batman/Daredevil, Semic, Batman Hors Série, mai 2000
Scénario : Alan Grant - Dessin : Eduardo Barreto - Couleurs : Matt Hollingsworth
- Guerre au crime[15], Soleil Productions, juillet 2000
Scénario : Paul Dini - Dessin et couleurs : Alex Ross
- Mort à l'arrivée, Semic, Batman Hors Série, août 2000
Scénario et dessin : Bob Hall - Couleurs : Digital Chameleon
- Joker/Mask[16], Semic, Special DC, décembre 2000
Scénario : Henry Gilroy - Dessin : Ramon Fernando Bachs - Couleurs : Dave McCaig
- Batman/Lobo, Semic, Batman Hors Série, novembre 2000
Scénario : Alan Grant - Dessin : Simon Bisley - Couleurs : Nathan Eyring
- Ego[17], Semic, Batman Hors Série, février 2001
Scénario et dessin : Darwyn Cooke - Couleurs : Matt Hollingsworth
- La Tragédie du démon, Soleil Productions, avril 2001
Scénario : Alan Grant - Dessin et couleurs : Jim Murray
- Abduction, Semic, Batman Hors Série, mai 2001
Scénario : Alan Grant - Dessin : Norm Breyfogle - Couleurs : Bleyaert Ro Hannin
- La Mort des innocents, Semic, Batman Hors Série, août 2001
Scénario : Dennis O'Neil - Dessin : Joe Staton - Couleurs : Ian Laughlin
- Harvest Breed, Semic, Semic Book, octobre 2001
Scénario, dessin et couleurs : George Pratt
- L'Enfant des rêves, Semic, Semic Manga, novembre 2001 et juillet 2002
Scénario et dessin : Kia Asamiya
- Dark Knight la relève, Éditions USA, mars 2002
Scénario et dessin : Frank Miller
- Just imagine Stan Lee's Batman, Semic, Just imagine Stan Lee's, septembre 2002
Scénario : Stan Lee - Dessin : Joe Kubert - Couleurs : Sibin Slavkovic
- Dark Victory/Amère Victoire, Semic, Semic Book, septembre 2002
Scénario : Jeph Loeb - Dessin : Tim Sale - Couleurs : Gregory Wright
- Year Two : L'Héritage du faucheur, Semic, Semic Privilège, janvier 2003
Scénario : Mike W. Barr - Dessin : Alan Davis, Mark Farmer, Paul Neary - Couleurs : Adrienne Roy, Tom Ziuko
- Batman contre Hulk, Semic, Batman Hors Série, juillet 2003
Scénario : Len Wein - Dessin : José Luis Garcia-Lopez - Couleurs : Glynis Wein
- Un deuil dans la famille, Semic, Semic Prestige, décembre 2003
Scénario : Jim Starlin - Dessin : Jim Aparo
- Batman avec Planetary, Semic, Batman Hors Série, mars 2004
Scénario : Warren Ellis - Dessin : John Cassaday
- Hong Kong, Semic, Semic Manga, avril 2004
Scénario : Doug Moench - Dessin et couleurs : Tony Wong
- Halloween, Semic, Semic Book, mai 2004
Scénario : Jeph Loeb - Dessin : Tim Sale - Couleurs : Gregory Wright
- Silence, Semic, Semic Book, mai 2004
Scénario : Jeph Loeb - Dessin : Jim Lee - Couleurs : Alex Sinclair
- Batman/Tarzan : Les Griffes de Cat-Woman, Wetta WorldWide, janvier 2005
Scénario : Ron Marz - Dessin : Igor Kordey - Couleurs : Chris Chuckry
- Prédateurs nocturnes, Semic, Semic Book, janvier 2005
Scénario : A. J. Lieberman - Dessin : Jean-Jacques Dzialowski
- Superman/Batman : Au service du monde, Semic, Semic Book, mars 2005
Scénario : Jeph Loeb - Dessin : Ed McGuinness - Couleurs : Dave Stewart
- Scottish Connection, Semic, Batman Hors Série, mars 2005
Scénario : Alan Grant - Dessin : Frank Quitely

### Albums (période Panini/Soleil)
- Batman & Catwoman : Tu ne tueras point, Panini Comics, DC Heroes, octobre 2005
Scénario : Ann Nocenti - Dessin : Ethan Van Sciver - Couleurs : Chris Chuckry
- All*Star Batman, Panini Comics, février 2006
Scénario : Frank Miller - Dessin : Jim Lee - Couleurs : Alex Sinclair
- Absolution, Panini Comics, DC Icons, octobre 2006
Scénario : John Marc DeMatteis - Dessin et couleurs : Brian Ashmore
- Batman/Superman/Wonder Woman : Trinité, Panini Comics, DC Anthologie, octobre 2006
Scénario et dessin : Matt Wagner - Couleurs : Dave Stewart
- Secrets, Panini Comics, DC Icons, février 2007
Scénario et dessin : Sam Kieth - Couleurs : Alex Sinclair
- Outre-tombe, Panini Comics, DC Icons, mai 2007
Scénario : Steve Niles - Dessin : Scott Hampton - Couleurs : José Villarrubia
- Batman et les monstres, Panini Comics, DC Heroes, juin 2007
Scénario : Matt Wagner - Dessin : Matt Wagner - Couleurs : Dave Stewart
- Année 100, Panini Comics, DC Icons, septembre 2007
Scénario et dessin : Paul Pope - Couleurs : José Villarrubia -  (ISBN 978-2-80940-076-2)
- Batman/Lobo : Menace fatale, Panini Comics, DC Icons, mai 2008
Scénario : Sam Kieth - Dessin : Sam Kieth - Couleurs : Alex Sinclair
- Batman et le moine fou, Panini Comics, DC Heroes, juin 2008
Scénario et dessin : Matt Wagner - Couleurs : David Stewart
- Batman & Dracula : Pluie de sang, Panini Comics, juillet 2008
Scénario : Doug Moench - Dessin : Kelley Jones, Malcolm Jones III - Couleurs : Les Dorscheid -  (ISBN 978-2-8094-0321-3)
- Batman/Deathblow : Après l'incendie, Panini Comics, Wildstorm graphic novel, janvier 2009
Scénario : Brian Azzarello - Dessin : Lee Bermejo - Couleurs : Grant Goleash, José Villarrubia
- L'Île de monsieur Mayhew, Panini Comics, DC Icons, février 2009
Scénario : Grant Morrison - Dessin : J.H. Williams III
- JoKeR, Panini Comics, DC Icons, février 2009
Scénario : Brian Azzarello - Dessin : Lee Bermejo, Mick Gray - Couleurs : Patricia Mulvihill
- La Résurrection de Ra's al Ghul, Panini Comics, Big Books, mars 2009
Scénario : Keith Champagne, Paul Dini, Peter Milligan, Grant Morrison, Fabian Nicieza - Dessin : David Baldeón, Ryan Benjamin, Tony Daniel, Don Kramer, David López, Jason Pearson, Carlos Rodriguez, Freddie E. Williams II - Couleurs : John Kalisz, Guy Major, Trish Mulvihill, Studio F
- L'Héritage de Dracula, Panini Comics, août 2009
Scénario : Doug Moench - Dessin : Kelley Jones - Couleurs : Les Dorscheid
- Le Cœur de silence, Panini Comics, novembre 2009
Scénario : Paul Dini - Dessin : Dustin Nguyen
- Minuit à Gotham, Panini Comics, mai 2010
Scénario : Steve Niles - Dessin : Kelley Jones
- La Brume pourpre, Panini Comics, juillet 2010
Scénario : Doug Moench - Dessin : Kelley Jones
- Superman & Batman versus Aliens & Predator, Soleil Productions, octobre 2010
Scénario : Mark Schultz - Dessin : Ariel Olivetti
- Batman versus Predator 2, Soleil Productions, janvier 2011
Scénario : Doug Moench - Dessin : Paul Gulacy
- Batman/Aliens II, Soleil Productions, août 2011
Scénario : Ian Edginton - Dessin et couleurs :
- World's Finest, Panini Comics, août 2011
Scénario : Sterling Gates - Dessin et couleurs :
- Batman/Predator III, Soleil Productions, novembre 2011
Scénario : Charles Dixon - Dessin et couleurs :
- Batman, Doc Savage & The Spirit : First Wave, Ankama Éditions, janvier 2012
Scénario : Brian Azzarello - Dessin : Rags Morales

### Albums (période Urban Comics)

#### Recueils
- Batman Anthologie, Urban Comics, 6 décembre 2013
Scénario : Bill Finger Don Cameron Ed Hamilton John Broome Gardner Fox Dennis O'Neil Archie Goodwin Steve Englehart Mike W. Barr Peter Milligan Chuck Dixon Greg Rucka Paul Dini Peter J. Tomasi Scott Snyder - Dessin et couleurs :
- Batman La Légende tome 1, Urban Comics, 30 août 2013
Scénario : Jim Aparo - Dessin et couleurs :
- Batman La Légende tome 2, Urban Comics, 22 août 2014
Scénario : Jim Aparo - Dessin et couleurs :
- Batman La Légende Neal Adams tome 1, Urban Comics, 6 juillet 2018
Scénario : Collectif d'auteurs - Dessin : Neal Adams
- Batman La Légende Neal Adams tome 2, Urban Comics, 7 décembre 2018
Scénario : Collectif d'auteurs - Dessin : Neal Adams
- Batman: Black and White 1, Urban Comics, 25 mars 2016
Scénario : Collectif d'auteurs - Dessin et couleurs :
- Batman: Black and White 2, Urban Comics, 8 juillet 2016
Scénario : Collectif d'auteurs - Dessin et couleurs :

#### Âge Moderne
- Batman et les Monstres, Urban Comics, octobre 2017
Scénario et dessin : Matt Wagner
- Un Long Halloween, Urban Comics, janvier 2013
Scénario : Jeph Loeb - Dessin : Tim Sale
- Des Ombres dans la Nuit, Urban Comics, janvier 2014
Scénario : Jeph Loeb - Dessin : Tim Sale
- Amère victoire, Urban Comics, mars 2012
Scénario : Jeph Loeb - Dessin : Tim Sale
- Le Culte, Urban Comics, août 2016
Scénario : Jim Starlin - Dessin : Bernie Wrightson
- Un Deuil dans la Famille, Urban Comics, avril 2013
Scénario : Jim Starlin - Dessin : Jim Aparo
- La Lame d'Azrael, Urban Comics, janvier 2014
Scénario : Dennis O'Neil - Dessin : Joe Quesada
- La Revanche de Bane, Urban Comics, juillet 2012
Scénario : Chuck Dixon - Dessin : Graham Nolan
- Batman: Cataclysme, Urban Comics, mars 2014
Scénario : Chuck Dixon - Dessin : Devin K. Grayson
- Batman: No Man's Land, Urban Comics, avril 2014
Scénario : Collectif d'auteurs - Dessin et couleurs :
- Batman: New Gotham, Urban Comics, juin 2017
Scénario : Greg Rucka - Dessin et couleurs :
- Batman: Silence, Urban Comics, 10 mai 2013
Scénario : Jeph Loeb - Dessin : Jim Lee
- Sombre reflet, Urban Comics, février 2012
Scénario : Scott Snyder - Dessin : Jock, Francesco Francavilla

Knightfall : 
- 1 La Chute, Urban Comics, 6 juillet 2012
Scénario : Doug Moench, Chuck Dixon - Dessin : Jim Aparo, Norm Breyfogle, Graham Nolan
- 2 Le Défi, Urban Comics, 16 novembre 2012
Scénario : Doug Moench, Chuck Dixon, Alan Grant - Dessin : Jim Aparo, Klaus Janson, Graham Nolan, Bret Blevins
- 3 La Croisade, Urban Comics, 1er février 2013
Scénario : Doug Moench, Chuck Dixon, Alan Grant - Dessin : Mike Manley, Graham Nolan, Bret Blevins
- 4 La Quête, Urban Comics, 6 septembre 2013
Scénario : Doug Moench, Chuck Dixon, Alan Grant, Dennis O'Neil - Dessin : Mike Manley, Graham Nolan, Bret Blevins, Eduardo Barreto
- 5 La Fin, Urban Comics, 24 janvier 2014
Scénario : Doug Moench, Chuck Dixon, Alan Grant, Dennis O'Neil - Dessin : Mike Manley, Graham Nolan, Bret Blevins, Tom Grummett

Grant Morrison Présente Batman : 
- 0 Gothique, Urban Comics, 23 mai 2014
Scénario : Grant Morrison - Dessin : Klaus Janson
- 1 L'Héritage Maudit, Urban Comics, 22 juin 2012
Scénario : Grant Morrison - Dessin : Andy Kubert
- 2 Batman R.I.P., Urban Comics, 13 juillet 2012
Scénario : Grant Morrison - Dessin : Tony Daniel
- 3 Nouveaux Masques, Urban Comics, 26 octobre 2012
Scénario : Grant Morrison - Dessin : Frank Quitely, Philip Tan, Cameron Stewart
- 4 Le Dossier Noir, Urban Comics, 25 janvier 2013
Scénario : Grant Morrison - Dessin : Tony Daniel
- 5 Le Retour De Bruce Wayne, Urban Comics, 21 juin 2013
Scénario : Grant Morrison - Dessin : Chris Sprouse, Frazer Irving, Yanick Paquette, Georges Jeanty, Pere Perez
- 6 Batman Contre Robin, Urban Comics, 20 septembre 2013
Scénario : Grant Morrison - Dessin : Andy Clark, Frazer Irving
- 7 Batman Incorporated, Urban Comics, 14 mars 2014
Scénario : Grant Morrison - Dessin : Yanick Paquette, Chris Burnham
- 8 Requiem, Urban Comics, 23 mai 2014
Scénario : Grant Morrison - Dessin : Chris Burnham, Jason Masters

#### Renaissance (New 52)
- 1 La Cour des hiboux, Urban Comics, juin 2012
Scénario : Scott Snyder - Dessin : Greg Capullo
- 2 La Nuit des hiboux, Urban Comics, avril 2013
Scénario : Scott Snyder - Dessin : Greg Capullo
- 3 Le deuil de la famille, Urban Comics, février 2014
Scénario : Scott Snyder - Dessin : Greg Capullo, Jock
- 4 L'An zéro - 1ère partie, Urban Comics, octobre 2014
Scénario : Scott Snyder - Dessin : Greg Capullo
- 5 L'An zéro - 2nde partie, Urban Comics, février 2015
Scénario : Scott Snyder - Dessin : Greg Capullo
- 6 Passé, Présent, Futur, Urban Comics, juin 2015
Scénario : Scott Snyder, James Tynion IV - Dessin : Greg Capullo, Alex Maleev
- 7 Mascarade, Urban Comics, novembre 2015
Scénario : Scott Snyder, James Tynion IV - Dessin : Greg Capullo
- 8 La relève - 1ère partie, Urban Comics, mai 2016
Scénario : Scott Snyder - Dessin : Greg Capullo
- 9 La relève - 2nde partie, Urban Comics, novembre 2016
Scénario : Scott Snyder - Dessin : Greg Capullo

- 0 La Nouvelle aube, Urban Comics, mars 2012
Scénario et dessin : David Finch
- 1  Terreurs nocturnes, Urban Comics, 5 octobre 2012
Scénario : Paul Jenkins - Dessin : David Finch
- 2 Cycle de violence, Urban Comics, août 2013
Scénario : Gregg Hurwitz - Dessin : David Finch
- 3 Folie furieuse, Urban Comics, juin 2014
Scénario : Gregg Hurwitz - Dessin : Ethan Van Sciver, Szymon Kudranski
- 4 De l'argile, Urban Comics, août 2016
Scénario : Gregg Hurwitz - Dessin : Ethan Van Sciver, Alex Maleev, Alberto Ponticelli

- 1 Batman Eternal - tome 1, Urban Comics, mars 2015
Scénario : Scott Snyder, James Tynion IV, John Layman - Dessin : Jason Fabok, Guillem March, Mikel Janin
- 2 Batman Eternal - tome 2, Urban Comics, mai 2015
Scénario : James Tynion IV, Ray Fawkes, Tim Seeley - Dessin : Jason Fabok, Dustin Nguyen, Emanuel Simeoni
- 3 Batman Eternal - tome 3, Urban Comics, septembre 2015
Scénario : Kyle Higgins, Ray Fawkes, Tim Seeley - Dessin : Jason Fabok, Fernando Blanco, Fernando Pasarin
- 4 Batman Eternal - tome 4, Urban Comics, janvier 2016
Scénario : Kyle Higgins, Ray Fawkes, James Tynion IV - Dessin : Fernando Blanco, Dustin Nguyen, Joe Quinones

- 1 Batman and Robin Eternal - tome 1, Urban Comics, 20 mai 2016
Scénario : Scott Snyder, James Tynion IV - Dessin : Tony Daniel, Fernando Pasarin
- 2 Batman and Robin Eternal - tome 2, Urban Comics, 4 novembre 2016
Scénario : James Tynion IV, Scott Snyder - Dessin : Tony Daniel, Fernando Pasarin

- Batman - Empereur Pingouin, Urban Comics, février 2017
Scénario : John Layman - Dessin : Jason Fabok, Andy Clark

- 1 Batman and Robin : Tueur né, Urban Comics, 11 juillet 2014
Scénario : Peter Tomasi - Dessin : Patrick Gleason
- 2 Batman and Robin : La Guerre des Robin, Urban Comics, 14 novembre 2014
Scénario : Peter Tomasi - Dessin : Patrick Gleason
- 3 Batman and Robin : Batman Impossible, Urban Comics, 21 août 2015
Scénario : Peter Tomasi - Dessin : Patrick Gleason
- 4 Batman and Robin : Requiem, Urban Comics, 26 février 2016
Scénario : Peter Tomasi - Dessin : Patrick Gleason
- 5 Batman and Robin : La Brûlure, Urban Comics, 26 août 2016
Scénario : Peter Tomasi - Dessin : Patrick Gleason, Doug Mahnke
- 6 Batman and Robin : A la recherche de Robin, Urban Comics, 21 octobre 2016
Scénario : Peter Tomasi - Dessin : Patrick Gleason
- 7 Batman and Robin : Le Retour de Robin, Urban Comics, 24 février 2017
Scénario : Peter Tomasi - Dessin : Patrick Gleason

#### Rebirth
ALL-STAR BATMAN :
- 1 Mon pire ennemi, Urban Comics, 15 septembre 2017
Scénario : Scott Snyder - Dessin : John Romita Jr.
- 2 Terres Extrêmes, Urban Comics, 2 mars 2018
Scénario : Scott Snyder - Dessin : Francesco Francavilla
- 3 Le premier allié, Urban Comics, 29 juin 2018
Scénario : Scott Snyder - Dessin : Rafael Albuquerque

BATMAN METAL :
- 1 La Forge, Urban Comics, 25 mai 2018
Scénario : Scott Snyder, James Tynion IV - Dessin : Greg Capullo
- 2 Les Chevaliers Noirs, Urban Comics, 6 juillet 2018
Scénario : Scott Snyder, James Tynion IV - Dessin : Greg Capullo
- 3 Matière Hurlante, Urban Comics, 2 novembre 2018
Scénario : Scott Snyder, James Tynion IV - Dessin : Greg Capullo

BATMAN REBIRTH 
- 1 Mon nom est Gotham, Urban Comics, 9 juin 2017
Scénario : Tom King - Dessin : David Finch
- 2 Mon nom est Suicide, Urban Comics, 10 novembre 2017
Scénario : Tom King - Dessin : Mikel Janin
- 3 Mon nom est Bane, Urban Comics, 2 février 2018
Scénario : Tom King - Dessin : David Finch
- 4 La Guerre des rires et des énigmes, Urban Comics, 18 mai 2018
Scénario : Tom King - Dessin : Mikel Janin
- 5 En amour comme à la guerre, Urban Comics, 7 septembre 2018
Scénario : Tom King - Dessin : Joëlle Jones
- 6 Tout le monde aime Ivy, Urban Comics, 11 janvier 2019
Scénario : Tom King - Dessin : Joëlle Jones
- 7 Sur la route de l'autel, Urban Comics, 1er mars 2019
Scénario : Tom King - Dessin : Tim Seeley
- 8 Noces noires, Urban Comics, 17 mai 2019
Scénario : Tom King - Dessin : Joëlle Jones
- 6 Tout le monde aime Ivy, Urban Comics, 11 janvier 2019
Scénario : Tom King - Dessin : Joëlle Jones
- 7 Sur la route de l'autel, Urban Comics, 1er mars 2019
Scénario : Tom King - Dessin : Tim Seeley
- 8 Noces noires, Urban Comics, 17 mai 2019
Scénario : Tom King - Dessin : Joëlle Jones

BATMAN DETECTIVE COMICS :
- 1 Detective Comics : La colonie, Urban Comics, 7 juillet 2017
Scénario : James Tynion IV - Dessin : Eddy Barrows
- 2 Detective Comics : Le Syndicat des Victimes, Urban Comics, 12 janvier 2018
Scénario : James Tynion IV - Dessin : Eddy Barrows
- 3 Detective Comics : La Ligue des Ombres, Urban Comics, 6 avril 2018
Scénario : James Tynion IV - Dessin : Fernando Blanco
- 4 Detective Comics : Deus Ex Machina, Urban Comics, 24 août 2018
Scénario : James Tynion IV - Dessin : Fernando Blanco

CROSSOVERS :
- La Nuit des Monstres, Urban Comics, 20 octobre 2017
Scénario : Tom King, Tim Seeley - Dessin : Riley Rossmo

#### Hors continuité
- Arkham City, Urban Comics, 7 septembre 2012
Scénario : Paul Dini - Dessin : Carlos D’Anda
- Batman Terre-Un, Urban Comics, 30 août 2013
Scénario : Geoff Johns - Dessin et couleurs :
- Dark Night : Une Histoire vraie, Urban Comics, 30 août 2013
Scénario : Paul Dini - Dessin : Eduardo Risso
- Batman : The Dark Prince Charming, Urban Comics, novembre 2017
Scénario et dessin : Enrico Marini
- Little Gotham, Urban Comics, 4 décembre 2015
Scénario : Derek Fridolfs - Dessin : Dustin Nguyen
- Noël, Urban Comics, 7 décembre 2012
Scénario et dessin : Lee Bermejo
- La Splendeur du Pingouin, Urban Comics, 5 juillet 2013
Scénario : Gregg Hurwitz - Dessin et couleurs :
- Superman - Batman L'étoffe des héros, Urban Comics, 5 juillet 2013
Scénario : Dave Gibbons - Dessin et couleurs :
- Batman: White Knight, Urban Comics, 26 octobre 2018
Scénario : Sean Murphy (auteur de comics) - Dessin et couleurs :

### Film en bande dessinée
- Batman, Comics USA, septembre 1989
Scénario : Dennis O'Neil - Dessin : Jerry Ordway - Couleurs : Steve Oliff
- Batman, le défi, Comics USA, juillet 1992
Scénario : Dennis O'Neil - Dessin : Jerry Ordway - Couleurs : Tom McCraw
- Batman forever, Semic, Batman Hors Série, janvier 1995
Scénario : Dennis O'Neil - Dessin : Michal Dutkiewicz - Couleurs : Adrienne Roy
- Batman & Robin, Semic, Batman Hors Série, juin 1997
Scénario : Dennis O'Neil - Dessin : Rodolfo Damaggio, Bill Sienkiewicz - Couleurs : Pat Garrahy
- Batman Begins, Panini Comics, juin 2005
Scénario : Scott Beatty - Dessin : Kilian Plunkett - Couleurs : José Villarrubia

- Batman contre le fantôme masqué, DC Comics, janvier 1993
Scénario : Kelley Puckett - Dessin : Mike Parobeck - Couleurs : Rick Taylor

### Batman Adventures
Il s'agit de l'adaptation en comics de la série animée des années 1990. Voir aussi Batman Magazine dans l'article Liste des périodiques Batman.
- 1 Double défi, Albin Michel, février 1993
Scénario : Kelley Puckett - Dessin : Ty Templeton - Couleurs : Rick Taylor
- 2 Panique, Albin Michel, mai 1993
Scénario : Kelley Puckett - Dessin : Ty Templeton - Couleurs : Rick Taylor
- 3 Y’a pas de lézard, Éditions USA, mai 1995
Scénario : Kelley Puckett - Dessin : Mike Parobeck
- 4 Baston à Gotham, Éditions USA, juillet 1995
Scénario : Kelley Puckett - Dessin : Mike Parobeck
- 5 Paris brûle-t-il ?, Éditions USA, septembre 1995
Scénario : Kelley Puckett - Dessin : Mike Parobeck
- 6 La Nuit est à moi !, Éditions USA, février 1996
Scénario : Kelley Puckett - Dessin : Mike Parobeck
- 7 Pas de quoi rire !, Éditions USA, juin 1996
Scénario : Kelley Puckett - Dessin : Mike Parobeck
- 8 ..et Robin !, Éditions USA, mars 1997
Scénario : Paul Dini - Dessin : Collectif
- 9 Drôles d’oiseaux !, Éditions USA, juillet 1997
Scénario : Ty Templeton - Dessin : Dev Madan
- 10 Ça déménage !, Éditions USA, janvier 1998
Scénario : Ty Templeton - Dessin : Brandon Kruse
- 11 Batgirl, Éditions USA, avril 1998
Scénario : Ty Templeton - Dessin : Joe Staton
- 12 Poison et larmes, Éditions USA, juillet 1998
Scénario : Ty Templeton - Dessin : Joe Staton
- 13 Treize, Éditions USA, juillet 1998
Scénario : Ty Templeton - Dessin : Brandon Kruse

### Intégrales
- Batman 1943-1944, Futuropolis, Copyright, octobre 1982
Scénario : Collectif - Dessin : Bob Kane
- Batman 1939-1941, Semic, Semic Archives, janvier 2005
Scénario : Bill Finger - Dessin : Bob Kane
- Batman Anthologie Neal Adams : 1967-1969, Semic, Semic Archives, avril 2005
Scénario et dessin : Neal Adams
- Batman 1964, Panini Comics, Archives DC, novembre 2005
Scénario, dessin et couleurs : Collectif
- Batman 1964-1965, Panini Comics, Archives DC, novembre 2006
Scénario, dessin et couleurs : Collectif
- DC Comics Anthologie, Urban Comics, janvier 2012
Scénario, dessin et couleurs : Collectif